# Gobrien de Vannes
Gobrien de Vannes est un prélat breton, 19e évêque du diocèse de Vannes au VIIIe siècle.

## Biographie
Gobrien serait né vers 660 dans le pays de Vannes. Il est formé à la vie religieuse dans le monastère de l'abbaye de Saint-Gildas de Rhuys. À Vannes, il est ordonné prêtre et à la mort de l'évêque, il est élu pour prendre sa place. Guérisseur, il accomplit des « miracles ». Il aurait guéri de nombreux malades atteints du « mal des ardents » ou « feu sacré ». À la fin de sa vie, il se retire dans un ermitage près de Josselin, et meurt le 3 novembre 725 selon la Gallia Christiana. Son corps est déposé dans la chapelle de Saint-Gobrien de Saint-Servant. 
Selon le calendrier des saints bretons, il est fêté le 10 novembre sous le nom de saint Gobrien.
Selon la légende, il fallait déposer une poignée de clous sur son tombeau pour guérir de maladie lors de leur oxydation.[réf. nécessaire]

## Lieux de culte
Un culte lui est rendu en Bretagne, plus particulièrement dans les édifices suivants :
- l'église de Morieux (Côtes-d'Armor) ;
- l'église de Rohan (Morbihan) ;
- la chapelle de Saint-Servant (Morbihan) ;
- la chapelle Saint-Gobrien de Camors (Morbihan) ;
- la fontaine Saint-Gobrien à Mesquer (Loire-Atlantique) ;
- la fontaine Saint-Gobrien à Saint-Servan (Ille-et-Vilaine)[2] ;
- la chapelle Saint-Gobrien[3] à Kerleguen en Grand-Champ (Morbihan).

## Iconographie
- Anonyme, Saint Gobrien, XVIe siècle, statuette en bois polychrome, Saint-Servant, chapelle de Saint-Gobrien[4].
- Anonyme, Saint Gobrien, XVIIe siècle, statuette en bois polychrome, chapelle Saint-Gobrien de Camors[5].
- Anonyme, Saint Gobrien, XIXe siècle, statuette en bois polychrome, Saint-Servant, fontaine de Saint-Gobrien[6].